# Alexej Frosin
Alexej Michajlovič Frosin (* 14. února 1978, Moskva, Sovětský svaz) je bývalý ruský sportovní šermíř, který se specializoval na šerm šavlí.
Rusko reprezentoval v devadesátých letech a v prvních letech nového tisíciletí. Na olympijských hrách startoval v roce 2000 v soutěži jednotlivců a družstev. V soutěži jednotlivců vypadl na olympijských hrách ve čtvrtfinále. V roce 2006 obsadil třetí místo na mistrovství světa v soutěži jednotlivců a je mistrem Evropy v soutěži jednotlivců z roku 1997. S ruským družstvem šavlistů vybojoval v roce 2000 zlatou olympijskou medaili, vybojoval tři tituly mistra světa v roce 2001, 2002 a 2005 a celkem pět titulů mistra Evropy (2000–2003, 2008).